# Belle Terre
Belle Terre – wieś w Stanach Zjednoczonych, w stanie Nowy Jork, w hrabstwie Suffolk.